# Episodi de Il principe dei draghi (terza stagione)
La terza stagione della serie animata Il principe dei draghi (The Dragon Prince), nota anche come Libro 3: Sole, è composta da 9 episodi ed è stata trasmessa su Netflix il 22 novembre 2019.
| Nº | Titolo originale       | Titolo italiano       | Prima pubblicazione |
| -- | ---------------------- | --------------------- | ------------------- |
| 1  | Sol Regem              | Sol Regem             | 22 novembre 2019    |
| 2  | The Crown              | La corona             | 22 novembre 2019    |
| 3  | Ghost                  | Fantasma              | 22 novembre 2019    |
| 4  | The Midnight Desert    | Deserto di mezzanotte | 22 novembre 2019    |
| 5  | Heroes and Masterminds | Eroi e menti geniali  | 22 novembre 2019    |
| 6  | Thunderfall            | La caduta di Tuono    | 22 novembre 2019    |
| 7  | Hearts of Cinder       | Cuori di cenere       | 22 novembre 2019    |
| 8  | Dragonguard            | La Guardia del drago  | 22 novembre 2019    |
| 9  | The Final Battle       | La battaglia finale   | 22 novembre 2019    |

## Sol Regem
- Titolo originale: Sol Regem
- Diretto da: Villads Spangsberg
- Scritto da: Aaron Ehasz e Justin Richmond

Nel prologo viene mostrato come Sol Regem, che mille anni fa era il Re dei Draghi, avesse organizzato un incontro con il mago Ziard, il primo praticante della magia oscura, per far desistere lui e i suoi seguaci dall'utilizzo di una pratica che consuma la vita degli esseri viventi. Ziard, tuttavia, è contrario a rinunciarvi in quanto se gli umani perdessero la capacità di usare la magia tornerebbero a uno stato che definisce primitivo, al di sotto degli elfi e dei draghi, ma Sol Regem è irremovibile, e anzi arriva quasi a minacciare Ziard quando quest'ultimo gli rivela che il suo bastone è in realtà un regalo da parte di uno dei "Grandi", così gli dà un ultimatum: avrebbe abbandonato la magia oscura altrimenti il drago avrebbe distrutto la vicina città di Elarion. Ovviamente Ziard è restio ad accettare, non sopportando di cedere a un ricatto così meschino, così Sol Regem si appresta a distruggere la città. Nel tentativo di fermarlo Ziard assorbe l'energia di alcuni uccelli magici, richiamando l'attenzione del drago che ora punta a lui. Lo scontro finisce con Ziard che muore incenerito dal soffio di fuoco di Sol Regem, ma quest'ultimo viene accecato con una palla di fuoco - si scopre, inoltre, che il bastone di Ziard è lo stesso di Viren. Nel presente Callum, Rayla e Zym cercano un modo per oltrepassare Sol Regem, diventato il guardiano di un passaggio della Breccia dopo la morte del Re dei Draghi, avvalendosi del fatto che non può più vedere. Ma gli altri sensi del drago non tardano a fargli capire che c'è qualcuno nelle vicinanze, e Zym, spaventato dalle sue dimensioni, richiama la sua attenzione. Rayla a questo punto decide di rivelarsi, spiegandogli che sono stati inviati nei regni umani per conto della Regina dei Draghi Zubeia, e che stanno trasportando il Principe dei Draghi. Sorpreso come l'erede del suo successore sia ancora vivo, Sol Regem è disposto a farli passare, tranne Callum di cui è ormai a conoscenza. Callum si rassegna, così, a tornare indietro, ma Sol Regem, il cui odio per gli umani non è cambiato, afferma che deve morire, altrimenti avrebbe ucciso tutti i presenti. Rayla cerca di farlo ragionare, dicendo che anche se esistono umani malvagi Callum è diverso, in quanto l'ha accettata come sua amica nonostante sia un elfo e che ha rinunciato a tutto pur di riportare Zym a Xadia. Ma nel momento in cui Sol Regem cerca conferma nelle sue parole fiuta su Callum i rimasugli della magia oscura, peggiorando ancora di più la situazione e portando inevitabilmente a uno scontro. Alla Breccia, intanto, Amaya si rende conto che è solo questione di tempo prima che gli elfi del Fuoco del Sole possano sferrare un attacco alla fortezza, ma si rifiuta di abbandonarla per impedire che diventi una testa di ponte per le forze di Xadia nei regni umani. In quel momento sopraggiunge Gren, liberato dalla prigionia dei sotterranei di Viren, informandola che non verrà alcun rinforzo dopo che l'alto mago è stato imprigionato per tradimento, così Amaya prende la decisione di far saltare la Breccia usando dei barili esplosivi. Il piano, tuttavia, viene vanificato all'ultimo momento dall'elfa guerriera, così Amaya decide di scontrarsi con lei riuscendo a sottrarle la sua spada infuocata e usarla per far esplodere i barili, distruggendo il passaggio; dall'altro lato, inoltre, salva la vita all'elfa dal cadere nella cascata di lava, ma viene fatta prigioniera. Altrove Rayla decide di usare la sciarpa di Callum per confondere Sol Regem, permettendo così a lui e a Zym di passare. Tuttavia, si ritrova ben presto bloccata da una frana alla mercé del drago, se non che Callum riesce a farle capire di lanciare la sciarpa in modo da manovrarla con l'incantesimo Aspiro, guidando Sol Regem verso un arco di roccia da cui difficilmente riuscirà a liberarsi e permettendo ai tre di entrare finalmente a Xadia. A Katolis nel frattempo i membri del Consiglio discutono su come contenere Viren vista la sua pericolosità, quando all'improvviso Ezran e Corvus entrano nella sala del trono in groppa a due banther, con il piccolo principe pronto ad affrontare i suoi doveri da re.

## La corona
- Titolo originale: The Crown
- Diretto da: Villads Spangsberg
- Scritto da: Neil Mukhopadbyay

Mentre Callum, Rayla e Zym proseguono il loro viaggio nelle magiche terre di Xadia, con destinazione il villaggio dell'elfa, Ezran ha qualche difficoltà ad ambientarsi alla vita di corte, e la situazione si fa più gravosa quando, durante la lettura dei messaggi, Master Crow informa i presenti che il re Florian di Del Bar e la regina Fareeda di Evenere sono stati uccisi da degli assassini elfi mentre re Ahling di Neolandia è ferito gravemente, segno che Xadia sta dichiarando guerra ai regni umani; e inoltre vengono fatti entrare Soren e Claudia in catene, in quanto figli di Viren e sospettati di essere in combutta con lui. Come segno di affetto per loro, Ezran decide di tenerli al momento sotto sorveglianza. In quel momento, il principe Kasef, figlio maggiore di re Ahling, entra nella corte come rappresentante del suo regno, chiedendo a Ezran di formare una coalizione per vendicarsi su Xadia, ma Ezran, consapevole che rischiare una guerra proprio mentre c'è una possibilità di pace con il ritorno del Principe dei Draghi, rifiuta, facendo fin da subito incrinare i rapporti con il principe. Spossato dalle difficoltà che sta affrontando, Ezran viene confortato da Opeli, la quale gli suggerisce che potrebbe sempre nominare un reggente mentre lui potrà impegnarsi nella crescita. Dopo molte riflessioni, Ezran prende la sua decisione, e nella sala del trono afferma di come, benché suo padre venga ricordato come un grande uomo che, però, ha dovuto compiere scelte difficili, intende essere un re diverso da lui, per poi liberare Soren e Claudia e confermare a Kasef che Katolis non entrerà in guerra, per poi indossare la corona ed essere ufficialmente riconosciuto come re.

## Fantasma
- Titolo originale: Ghost
- Diretto da: Villads Spangsberg
- Scritto da: Devon Giehl e Iain Hendry

Ezran cerca di convincere il principe Kasef della possibilità di pace che potrebbe fermare la guerra quando il Principe dei Draghi ritornerà da sua madre, ma questi decide di tagliare tutti i ponti con il giovane re. Nelle prigioni del castello Soren e Claudia fanno visita a loro padre, reso di nuovo presentabile grazie al tempestivo intervento di Aaravos, mettendolo al corrente che l'uovo si è schiuso e che si trova a Xadia. Quando, però, Claudia gli chiede se è vero che aveva detto a Soren di uccidere i principi, Viren sfrutta l'insicurezza del figlio per farlo passare come un fraintendimento, salvando (seppur in modo subdolo) il loro legame familiare. Più tardi viene raggiunto dal consigliere Saleer insieme al principe Kasef. Intanto a Lux Aurea, la capitale degli elfi del Fuoco del Sole, Janai, la guerriera elfa che Amaya aveva affrontato, si prepara a interrogarla tramite una traduttrice della lingua dei segni. Al suo rifiuto di collaborare, Janai la porta al cospetto della loro regina, nonché sua sorella, Khessa per decidere cosa farsene. Ma anche con lei Amaya si dimostra inflessibile, per cui Khessa ordina di sbarazzarsene, ma Janai la prega di risparmiarla in seguito al coraggio e al senso dell'onore che ha mostrato in combattimento. Khessa decide quindi di sottoporla al giudizio della luce per capire la sua vera natura: un elfo pone davanti ad Amaya uno scettro con una luce che aumenta d'intensità, rischiando di accecarla, ma Janai la implora di guardarla. Rischiando di rimanere cieca, Amaya riesce a superare la prova, venendo risparmiata. Intanto Callum - che si è preparato un travestimento per sembrare un elfo -, Rayla e Zym arrivano a Boscoargento, il villaggio di Rayla, entrandovici attraverso una danza rituale che lo rende visibile. Ma appena entrati scoprono che gli abitanti non hanno la faccia. Rayla capisce di essere diventata un fantasma, essendo stata bandita con la magia, motivo per cui tutti gli altri non possono vedere né lei né Callum e Zym in quanto sono entrati insieme. Ma Rayla sa che c'è qualcuno che non può averla abbandonata, ovvero Ethari, il marito di Runaan che insieme a lui si prese cura della ragazza quando perse i suoi genitori. Con orrore, però, Rayla scopre che anche Ethari non può vederla e viene presa dallo sconforto, quando all'improvviso Ethari si accorge di lei tramite il riflesso di una spada. Questi le spiega che sa della sua natura gentile e che quindi non può aver tradito con malizia i suoi compagni, ma neanche lui ha potuto accettare che solo lei sia potuta sopravvivere. Rayla scopre il significato delle parole di Ethari: in uno stagno lì vicino sono presenti dei fiori incantati dallo stesso quando il gruppo di assassini stava per partire verso i regni umani, che simboleggiano lo stato dei propri portatori, ma il suo è l'unico che resta ancora a galla, facendo credere agli abitanti che li abbia abbandonati. Tuttavia, Ethari si rifiuta di lasciare Rayla senza prima averla rivista con i propri occhi, così si rende di nuovo visibile e scopre che stanno riportando il Principe dei Draghi da sua madre, avvertendoli, però, che la regina Zubeia sta per morire in quanto profondamente segnata per la morte del suo compagno. Per aiutarli dona loro due destrieri lunari, dando a Rayla il ciondolo che Runaan gli diede prima di partire fatto di un opale lunare, e infine usando la stessa freccia che il compagno ha usato per trasmettere la morte di re Harrow, contenente, però, un messaggio per rassicurare la Regina dei Draghi che il figlio è vivo e sta per tornare da lei. Ignaro a tutti è che il fiore di Runaan non è ancora affondato del tutto.

## Deserto di mezzanotte
- Titolo originale: The Midnight Desert
- Diretto da: Villads Spangsberg
- Scritto da: Aaron Ehasz e Justin Richmond

Il messaggio di Ethari viene intercettato da un'elfa dotata di ali, che decide di sfruttare l'informazione a proprio vantaggio. Durante il viaggio Callum cerca di tirare su il morale a Rayla, ma questa si dimostra di pessimo umore. In quel momento vengono raggiunti dall'elfa volante, che si rivela un'elfa Ala del Cielo di nome Naimi-Selari-Nykantia, soprannominata Nyx, la quale si spaccia per l'emissaria della Regina dei Draghi incaricata di riportargli il suo cucciolo. Ma Rayla è diffidente della nuova arrivata, così Nyx acconsente ad accompagnarli tutti, garantendo loro un passaggio per il Deserto di mezzanotte, infestato di notte dai serpenti Morso dell'anima, a bordo del suo Lento, una gigantesca creatura dal collo lungo, in modo da arrivare più in fretta dalla Regina dei Draghi. Nel frattempo a Katolis la situazione degenera: il principe Kasef lancia un ultimatum a Ezran secondo cui se non si schiereranno nella guerra contro Xadia verranno attaccati dalle sue forze insieme a quelle di Del Bar e Evenere, che risentono della morte dei loro regnanti. Nelle prigioni, inoltre, Aaravos, tramite il proprio famiglio, modifica l'occhio destro di Viren, permettendogli di vedere una sua proiezione. Ezran è dibattuto dal nuovo ostacolo che si è presentato, in quanto sa che, nonostante possano anche vincere, la battaglia sarebbe solo un massacro in cui perderebbero la vita migliaia di persone. Il consigliere Saleer gli propone un'alternativa in modo da impedire ciò, e alla fine Ezran si fa convincere: dopo aver messo al sicuro Esca sotto la tutela del panettiere Barius, sotto gli occhi di tutti abdica e viene condotto nelle prigioni, dove prende il posto di Viren. Nel frattempo il Lento trasporta i suoi viaggiatori fino a un'oasi dove possono passare la notte, al sicuro dai Morso dell'anima grazie alla barriera che la circonda. Nel sonno, però, Callum sente Rayla piangere, consapevole che ora che è stata anche bandita non ha più nessuno né un posto a cui appartenere, autoincolpandosi per la propria incapacità, ma Callum la rincuora dicendole che nonostante le varie difficoltà lei si è sempre rialzata e si è dimostrata ai suoi occhi bella e altruista. Commossa dalle parole di Callum, Rayla lo bacia, solo per rendersi conto che il discorso serviva solo a incoraggiarla e portando all'imbarazzo di entrambi. Ma presto scoprono un altro problema: tornando all'accampamento scoprono che Zym e Nyx sono spariti.

## Eroi e menti geniali
- Titolo originale: Heroes and Masterminds
- Diretto da: Villads Spangsberg
- Scritto da: Aaron Ehasz e Justin Richmond

Callum e Rayla capiscono che Nyx ha rapito Zym, e per rallentarli ulteriormente ha liberato i loro destrieri che sono finiti all'esterno dell'oasi. Riescono a recuperarne solo uno mentre l'altro cade vittima di un Morso dell'anima, costringendo i due a dover aspettare che sorga il Sole per inseguirla. Intanto Viren si insedia sul trono come nuovo re di Katolis, costringendo Corvus e Opeli, gli unici che sa di cui non può fidarsi, a fuggire verso il regno di Duren. Vengono, però, fermati da Soren, che in realtà li vuole aiutare, in quanto sa che il vero re è Ezran, aiutando anche quest'ultimo a evadere di prigione e arrivando al punto di incontro con Corvus e Opeli, a cui si è aggiunto anche Barius, che ha preparato le provviste per il viaggio del giovane re. Poco dopo, infatti, giunge Lujanne, avvertita anche lei da Soren tramite un messaggio, con Fe-Fe, con cui Ezran potrà raggiungere Callum, Rayla e Zym; Lujanne, d'altro canto, decide di passare un po' di tempo tra gli umani sotto travestimento. Alla vigilia della partenza delle truppe, Viren rende nota l'ultima volontà di Ezran: garantire la libertà a chiunque non voglia partecipare alla guerra, ma facendo sì che vengano riconosciuti come disertori tramite un distintivo che raffigura un anello di catena spezzato. Sorto il Sole, Callum e Rayla seguono le tracce del Lento, scoprendolo incastrato con una zampa nella sabbia e riguadagnando terreno. Anche se Nyx riesce a farlo ripartire, i due riescono ad avvicinarsi e a salirci sopra. Nyx rivela le intenzioni del suo tradimento come parte del piano di consegnare Zym alla madre in modo da ricevere una grande ricompensa, per poi allontanarsi in volo, ma fortunatamente il piccolo draghetto riesce a ferirle le ali con delle scariche elettriche, facendola precipitare tra i Morso dell'anima. Vedendo, però, che è completamente in balia dei serpenti, Rayla si getta a capofitto nel groviglio falciandone diversi, permettendo all'elfa di salvarsi. Una volta tornati a bordo del Lento, Nyx chiede a Rayla come mai l'abbia voluta salvare, e Callum le spiega che lei è una persona coraggiosa e altruista, che non si preoccupa di ciò che gli altri potrebbero pensare di lei, purché faccia ciò che è giusto. Rimasti soli Callum bacia Rayla, ma ciò lo mette di nuovo in imbarazzo finché l'elfa non chiarisce i sentimenti che anche lei prova per lui, ed entrambi si baciano appassionatamente trascorrendo la notte insieme.

## La caduta di Tuono
- Titolo originale: Thunderfall
- Diretto da: Villads Spangsberg
- Scritto da: Aaron Ehasz e Justin Richmond

Oltrepassato il Deserto di mezzanotte, Callum, Rayla e Zym lasciano Nyx e si dirigono verso la Vetta della tempesta, la tana della Regina dei Draghi. Intanto l'armata dei quattro regni guidati da Viren sta marciando verso la Breccia. Aaravos ne approfitta per chiedergli se è davvero riuscito a uccidere Avizandum, che si scopre essere il vero nome di Tuono, il Re dei Draghi. Viren inizia a raccontare delle circostanze che lo hanno portato a trovare un modo per vendicare la regina Sarai, concretizzatosi dopo lunghi anni di ricerca: esponendo il suo piano a Harrow secondo cui sarebbero stati in grado di sconfiggere il Re dei Draghi, Viren gli disse di aver preso l'ultimo respiro di Sarai nel momento in cui morì, e che grazie a Claudia era riuscito a ottenere il corno di un unicorno. L'ultimo pezzo per completare l'incantesimo era l'odio di colui che amava la vittima, ovvero il sangue di Harrow. Inizialmente questi fu restio ad accettare in quanto il loro regno aveva iniziato a godere di un periodo di pace e prosperità, ma Viren riuscì a convincerlo facendo leva sul suo dolore in quanto né lei né tanto meno i suoi figli hanno potuto vivere una vita insieme. Con tutti gli ingredienti pronti, Viren fabbricò con la lancia di Sarai la mortale arma. Dopodiché lui e Harrow si diressero al confine di Xadia, ma stranamente non trovarono Avizandum ad attenderli, perciò decisero di inoltrarsi fino a raggiungere la sua tana. Esattamente come avevano previsto, si ritrovarono Avizandum davanti, il quale propose ai due la possibilità di salvarsi in quello che lui definì un giorno di vita, ma Harrow, divorato dal rancore, si scagliò contro di lui, e con l'aiuto di Viren riuscì a scagliare la lancia nel petto del drago, il quale iniziò a morire trasformandosi in pietra, con un ultimo sguardo rivolto verso la cima della montagna. Viren capì che ciò che intendeva e la sua insolita assenza al confine era perché stava proteggendo il suo uovo mentre la compagna era via, motivo per cui decise che anche l'uovo doveva essere distrutto, in quanto sarebbe cresciuto con la vendetta come unica ragione di vita; seppur non condividendo appieno la sua visione, alla fine Harrow acconsentì. Al termine del racconto Aaravos si congratula con Viren per essere riuscito a uccidere il Re dei Draghi, spiegandogli che è a causa sua se si trova imprigionato dove è ora. All'improvviso il principe Kasef riferisce a Viren che il passaggio della Breccia è distrutto, ma Claudia tira fuori il corno del drago che lei e Soren avevano preso in precedenza, grazie al quale, una volta giunti sul posto, Viren riesce a creare un nuovo passaggio per Xadia. Nel frattempo Callum, Rayla e Zym arrivano alla Vetta della tempesta, esattamente sotto il corpo pietrificato di Avizandum, e nello stesso tempo arriva Ezran con Esca e Fe-Fe. I cinque sono felici di essere di nuovo insieme, anche se Fe-Fe collassa per il grosso sforzo che ha compiuto e muore trasformandosi in cenere, segno che prima o poi sarebbe rinata. Rimasti soli, Callum confessa a Rayla che prova sentimenti contrastanti guardando il Re dei Draghi, in quanto è il responsabile della morte di sua madre ma è anche il padre di Zym, ma lei lo rassicura facendogli notare come Zym ed Ezran stiano giocando insieme, un legame che forse riuscirà a spezzare il ciclo dell'odio tra i regni umani e Xadia.

## Cuori di cenere
- Titolo originale: Hearts of Cinder
- Diretto da: Villads Spangsberg
- Scritto da: Neil Mukhopadbyay

Callum, Ezran, Rayla e Zym iniziano a scalare la montagna, trovandosi poco dopo davanti a un portale che recita in lingua elfica "Preparati a esalare il tuo ultimo respiro". Proseguendo il gruppo inizia ad accusare i primi sintomi della mancanza di aria finché non svengono. Ezran viene risvegliato da Zym, che è insieme al drago che salvarono nei regni umani, il quale disegna una runa sul terreno. Ezran sveglia Callum e gli spiega che la scritta sul portale non era un avvertimento ma la soluzione tramite l'incantesimo Ventus Spiralis. Callum fa come gli dice e tutti ritornano a respirare normalmente; inoltre Ezran scopre la relazione tra lui e Rayla. Nel frattempo Aaravos spiega a Viren che per far sì che raggiunga il suo obbiettivo, ovvero fare in modo che Xadia non rappresenti più una minaccia per i regni umani, debba elevarsi in modo che tutti riconoscano la sua forza, e la chiave per questo potere è il Principe dei Draghi. Prima, però, lo conduce a Lux Aurea, dove dovranno prendere qualcosa che li aiuterà nello scontro decisivo. Seguendo il piano di Aaravos, Viren ottiene udienza con la regina Khessa, promettendole di rivelarle la causa della morte di sua nonna Aditi in cambio di lasciar passare le sue truppe all'interno di Xadia. Khessa decide di verificare se si può fidare di lui mettendolo sotto il giudizio della luce. La magia oscura di Viren si manifesta sul suo corpo, motivo per cui Khessa decide di condannarlo alla purificazione: un rituale che tramite la forza della Forgia del Sole, la fonte del potere degli elfi del Fuoco del Sole, purifica il corpo colpito dal raggio del piccolo sole al suo interno, cosa che nel caso di Viren potrebbe ucciderlo. Quando Janai va a riferire ciò che sta succedendo ad Amaya, questa teme che Viren sta architettando qualcosa, così la convince a portarla con sé per fermare il rituale. Purtroppo i timori di Amaya prendono forma: colpito dal raggio, e sotto lo sguardo di tutti i presenti, dal corpo di Viren fuoriesce una versione ingigantita del famiglio di Aaravos, con cui infetta il portatore dello scettro possedendolo e contaminando l'energia della Forgia del Sole, per poi rivelare la verità a Khessa su sua nonna Aditi prima di ridurla in cenere davanti alla sorella e Amaya, la quale ferma l'elfa in quanto non possono più fare niente. Viren torna al campo delle truppe sotto gli occhi sbigottiti dei figli per come è diventato. Il mago decide di usare il potere dello scettro per rendere i soldati immuni al fuoco che i draghi scaglieranno su di loro, cosa che inoltre li rinvigorirà, rendendoli praticamente inarrestabili. Il primo su cui decide di concedere questo potere è Soren, ma al rifiuto di questi si fa avanti Kasef, il quale diventa un umanoide di fuoco brutale e animalesco; in seguito Viren estende l'incantesimo su tutti i soldati. Vedendo quanto si è spinto troppo oltre suo padre, Soren decide di abbandonarlo e intima a Claudia di seguirlo, ma lei, ancora traumatizzata dagli eventi che hanno portato alla separazione della loro famiglia, rifiuta. Arrivati sulla cima della Vetta della tempesta, Callum, Ezran e Rayla incontrano Ibis, un mago elfo Ala del Cielo che funge da guardiano per la Regina dei Draghi, il quale è felice di vedere il Principe dei Draghi vivo, ma avverte il gruppo che sono giunti troppo tardi.

## La Guardia del drago
- Titolo originale: Dragonguard
- Diretto da: Villads Spangsberg
- Scritto da: Devon Giehl & Iain Hendry

Ibis racconta al gruppo che ormai da dieci giorni la Regina dei Draghi è sprofondata in un sonno profondo senza che niente possa svegliarla. Il gruppo decide di entrare nella tana, lasciando indietro Zym che stranamente sembra provare paura, e una volta dentro possono constatare la dura verità vedendo la regina Zubeia ferma nel punto in cui una volta vi era il suo uovo. Dopo alcuni giorni di viaggio, Soren riesce a raggiungere la Vetta della tempesta, avvertendo tutti dell'imminente arrivo di suo padre e del suo esercito in cerca del Principe dei Draghi. Ibis decide di capire quanto mancherà prima che raggiungano la montagna, al che Callum ne approfitta per saperne di più sugli elfi Ala del Cielo, e Ibis gli rivela che solo uno su dieci tra quelli della sua specie nascono con le ali, ma sono altrettanto pochi quelli che riescono a materializzarle attraverso l'incantesimo Manis.Pluma.Voltantis. tramite le rune sulle braccia, come lui. Osservando la sua trasformazione Callum lo implora di insegnarglielo, ma davanti allo scetticismo di Ibis sfodera un Fulminis con relativa facilità, lasciando l'elfo sbigottito di come un umano sia riuscito a comprendere un Arcanum, e dicendogli che se vogliono avere qualche speranza contro l'esercito dell'oscurità dovrà imparare altri incantesimi relativi al Cielo. Tuttavia, prima di partire, Ibis gli intima di prendere Zym e fuggire se non vogliono rischiare la morte. Quando Callum lo riferisce a Rayla questa è d'accordo, ma decide che lei resterà lì a proteggere la Regina dei Draghi come segno di riscatto nei confronti dei suoi genitori, donandogli l'amuleto ricevuto da Ethari. Ma Callum la rimprovera, in quanto per lui questa decisione si basa sul suo orgoglio dovuto al fatto che non riesce a lasciarsi il passato alle spalle, e i due hanno una discussione che si conclude con Rayla che si ritira sulla cima della montagna. In quel momento Callum viene attirato dalla luminescenza della runa della Luna della Chiave di Aaravos, provocata dalla vicinanza con l'amuleto, e ricordandosi dell'incantesimo Historia Viventem di Lujanne decide di utilizzarlo per capire cos'è successo davvero. Una volta scoperta la verità si dirige subito da Rayla per rivelargliela: quando Avizandum venne sconfitto, la Guardia del drago, timorosa di affrontare Viren, decise di abbandonare la montagna; gli unici che invece non lo fecero furono i genitori di Rayla, Tiadrin e Lain, che combatterono contro il mago oscuro, finendo alla fine sopraffatti. Nel momento in cui Viren stava per distruggere l'uovo, però, Tiadrim lo fermò, suggerendogli invece di conservarlo e di utilizzarne il potere in esso contenuto. Rayla capisce che tutti gli eventi che hanno vissuto sono dovuti al fatto che i suoi genitori hanno salvato l'uovo, e finalmente riesce a sentirsi libera ma indecisa sul futuro. Riunitisi tutti, infatti, devono scegliere se rimanere a combattere o fuggire portando con loro Zym. Soren si fa avanti, affermando di aver ormai accettato di aver perso suo padre e che non importa se fuggiranno, lui continuerà a cercarli, quindi l'unico modo per fermare questa guerra è fronteggiare l'esercito dell'oscurità. Ibis ritorna dicendo che arriveranno all'alba, e che qualcun altro è appena arrivato da loro: uscendo scoprono che si tratta di Amaya insieme a Janai, la quale ha portato con sé ciò che resta dell'esercito degli elfi del Fuoco del Sole. Certo che lo scontro sia inevitabile, Ibis decide di partire insieme a Ezran, in groppa al drago, per cercare altri rinforzi, mentre l'esercito dell'oscurità, guidato da Viren, Aaravos, Claudia e Saleer, si avvicina inesorabile alla Vetta della tempesta.

## La battaglia finale
- Titolo originale: The Final Battle
- Diretto da: Villads Spangsberg
- Scritto da: Aaron Ehasz e Justin Richmond

All'inizio della giornata, Callum cerca di usare l'incantesimo di Ibis Manis.Pluma.Voltantis., senza però riuscirci. In seguito si unisce ai vari comandanti per decidere la strategia di difesa contro l'esercito dell'oscurità; Rayla, in particolare, decide di restare per proteggere Zym insieme a Esca, venendo nominata Guardia del drago. Intanto Viren è giunto con il suo esercito, e poco dopo inizia la battaglia. Inizialmente le forze di difesa riescono a contenere l'avanzata dei soldati di fuoco, ma Claudia, grazie allo scettro corrotto, riesce ad aprire un varco, permettendo a diversi di oltrepassarle, tra cui Kasef che ingaggia un duello brutale contro Janai. In quel momento arriva Ezran con diversi draghi, ma come aveva detto Viren l'incantesimo da lui lanciato non fa altro che rendere i soldati più forti man mano che assorbono il fuoco, i quali riescono a imprigionare diversi draghi grazie alle baliste. Molti dei soldati, inoltre, riescono a raggiungere la montagna, venendo però ostacolati da Callum. Ben presto, però, si ritrova tra le grinfie di Kasef, il quale, tuttavia, viene ucciso dalla regina Aanya, giunta a Xadia con il suo esercito e i soldati leali a Ezran insieme a Gren, Opeli, Corvus e Barius. Grazie al loro intervento la battaglia volge al termine, con il consigliere Saleer e diversi soldati sopravvissuti fatti prigionieri. Con la situazione ormai sotto controllo Ezran intima a Callum di tornare da Rayla, per poi dirigersi ad aiutare i feriti. Amaya, però, è preoccupata per il fatto che non hanno ancora trovato Viren. In quel momento Ezran scorge Claudia che fugge dal campo di battaglia, e seguendola inciampa su un corpo coperto, che si rivela subito essere Viren, pronto a trafiggerlo con il suo bastone. Soren interviene in difesa del giovane re, arrivando addirittura a minacciare suo padre di ucciderlo se non si fosse arreso, mentre Claudia cerca di farlo ragionare. Ma Viren decide di colpire Ezran, costringendo Soren a trafiggerlo sotto lo sguardo sconvolto della sorella. Ma la verità viene subito a galla: Viren si rivela essere in realtà tre falene lunari mascherate da un'illusione, e tramite il suo legame con Zym Ezran capisce che quello vero si trova nella montagna, dove ha appena immobilizzato Rayla. Zym viene salvato dal tempestivo arrivo di Esca, che riesce ad accecare momentaneamente il mago, permettendogli di scappare verso la cima, dove però viene raggiunto di nuovo. Il draghetto cerca di scappare volando, ma Viren riesce a riportarlo indietro creando un vortice, permettendo a Aaravos di fargli assimilare la sua energia. Rayla, liberatasi grazie all'aiuto di Esca, cerca di fermarlo, ma non potendo vedere Aaravos viene respinta. Allora, pur di salvare Zym, decide di scagliarsi contro Viren, facendosi precipitare insieme a lui sotto lo sguardo sconvolto di Callum, che decide di buttarsi anche lui, e questa volta, grazie ai sentimenti che nutre per Rayla, riesce a far apparire due ali con cui può recuperarla, mentre Viren precipita nel vuoto. Calata la sera, i vincitori stanno festeggiando la loro vittoria quando sono interrotti da uno scossone: scoprono che Zubeia si è risvegliata, e vedendo il suo cucciolo ancora vivo, riportatoglielo dagli sforzi di elfi e umani, diventa fiduciosa per una nuova speranza tra le due razze. Altrove, Viren si risveglia miracolosamente in una caverna, scoprendo che Claudia lo ha riportato in vita ma a un caro prezzo, in quanto metà dei suoi capelli, ora, sono diventati bianchi; gli rivela, inoltre, che il famiglio di Aaravos si è avvolto in una crisalide da due giorni, in cui sta mutando in qualcosa.